# Добруш (Гомельський район)
Добруш (біл. Добруш) — селище в Руднемаримоновській сільській раді Гомельської області Республіки Білорусь. 

## Географія

### Розташування
На півдні та сході межує з лісом. За 34 км на південний захід від Гомеля.

## Гідрографія
Через селище проходить меліоративний канал.

## Транспортна мережа
Транспортні зв'язки степовою дорогою. Автомобільна дорога Калинковичі — Гомель. Дерев'яні селянські садиби збудовані біля каналу.

## Історія
Заснований на початку 1920-х років переселенцями із сусідніх сіл на колишніх поміщицьких землях. 1931 року жителі вступили до колгоспу. У 1959 році у складі радгоспу імені Некрасова (центр — село Рудня-Маримонова).

## Населення

### Чисельність
- 2004 рік — 9 господарств, 12 жителів.